# Dawn of the Nine
Dawn of the Nine è il dodicesimo album in studio del gruppo musicale death metal svedese Unleashed, pubblicato dall'etichetta discografica Nuclear Blast nel 2015.

## Tracce
1. A New Day Will Rise – 3:51
2. They Came to Die – 3:13
3. Defenders of Midgard – 4:37
4. Where Is Your God Now? – 4:24
5. The Bolt Thrower – 3:49
6. Let the Hammer Fly – 4:10
7. Where Churches Once Burned – 5:18
8. Land of the Thousand Lakes – 4:15
9. Dawn of the Nine – 6:41
10. Welcome the Son of Thor! – 4:34

## Formazione
- Johnny Hedlund – voce, basso
- Fredrik Folkare – chitarra
- Tomas Måsgard – chitarra
- Anders Schultz – batteria